# Dorothy Malone
Dorothy Malone, eg. Dorothy Eloise Maloney, född 29 januari 1924 i Chicago, Illinois, död 19 januari 2018 i Dallas, Texas, var en amerikansk skådespelerska.
Redan som barn framträdde hon som fotomodell och medverkade även i skolpjäser. Hon upptäcktes av en talangscout när hon var 18 år och fick ett filmkontrakt. Hon hade först endast småroller men avancerade till söta kvinnliga huvudroller. Efter tio år inom filmen uppmärksammades hon första gången för sin roll mot Humphrey Bogart i Utpressning 1946.
Hon kom sedan att spela känslosamma och erotiskt överspända kvinnor. Malone belönades med en Oscar för bästa kvinnliga biroll i För alla vindar 1956. Hennes filmroller därefter var litet av en besvikelse, men åren 1964-1969 var hon populär i TV-serien Peyton Place.
I sitt första av tre äktenskap var hon åren 1959-1964 gift med den franske skådespelaren Jacques Bergerac. Han hade tidigare varit gift med Ginger Rogers och när Malone och Bergerac skilde sig, anklagade hon honom för att gifta sig med berömda kvinnor för att "gynna" sin egen karriär.
Hon har en stjärna på Hollywood Walk of Fame vid adressen 1716 Vine Street.

## Filmer (urval)
- Hollywood Canteen (1944)
- Night and Day (1946)
- Utpressning  (1946)
- Norr om Rio Grande (1949)
- Duell i bergen  (1950)
- Heta pengar  (1954)
- Polisdetektiven (1954)
- För alla vindar  (1956)
- Våldet och lagen (1959)
- Mannen utan nåd  (1961)
- Peyton Place  (1964-1969; TV-serie)
- De fattiga och de rika (1976; TV-serie)
- Basic Instinct - iskallt begär (1992)